# Консо

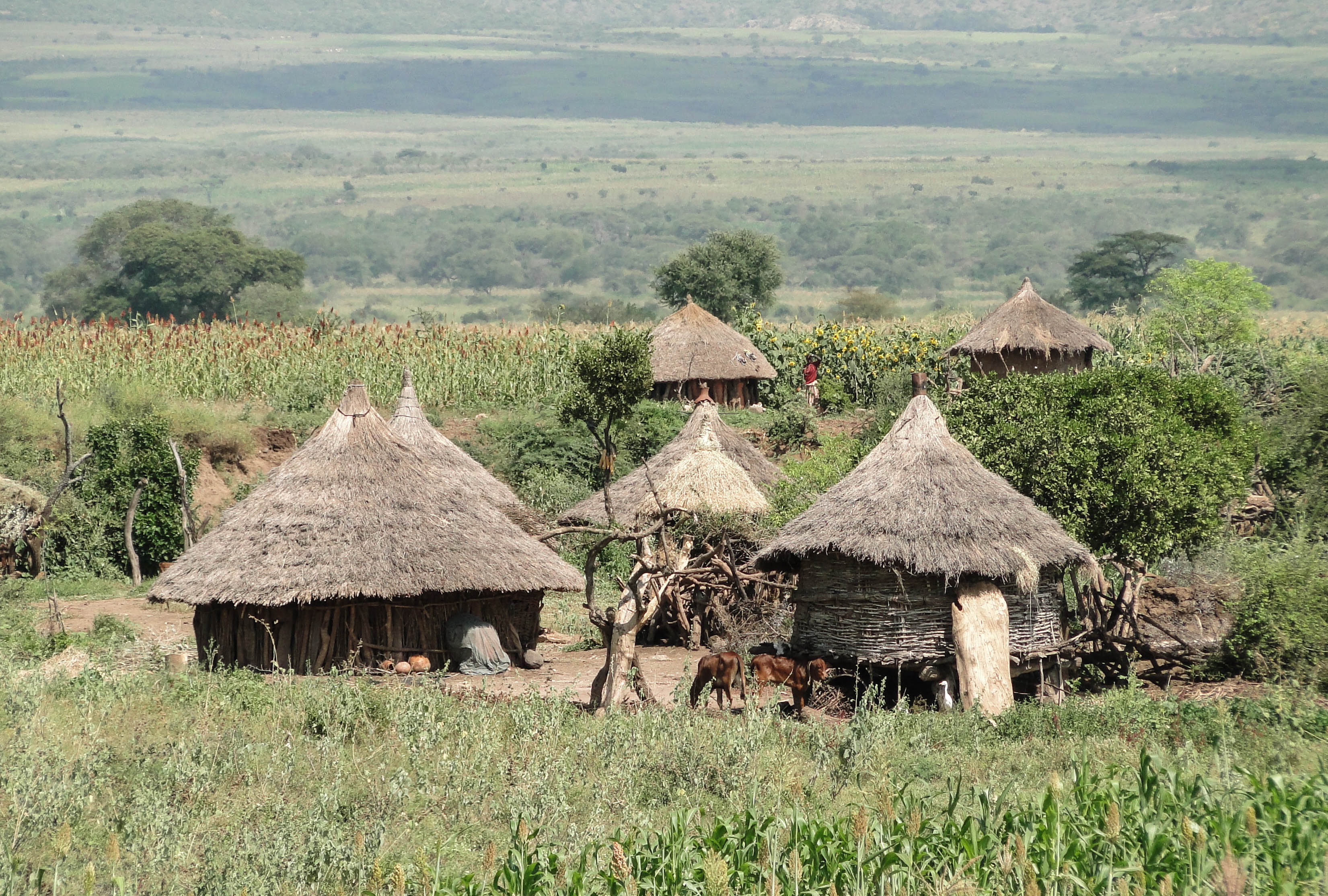
Дома консо

Консо — одна из самых многочисленных народностей группы кушитов, проживающая на юге Эфиопии. Их численность, по разным данным, составляет от 170 тысяч до 250 тысяч человек. Говорят на языке консо.
Место их первобытного проживания доподлинно неизвестно, но по легендам консо перекочевали в юго-западную Эфиопию около 5000 лет назад. При этом, они уже владели навыками использования орудий каменного века.
Более того, женщины народа консо, возможно, единственные в мире, до сих пор вытачивающие орудия труда из камня на регулярной основе. По словам 70-летней жительницы одного из поселений, такая работа всегда была женским занятием, помимо приготовления пищи и ухода за детьми.

## Устройство городов
Традиционно консо проживали в небольших автономных огороженных поселениях, численностью около 1500 человек. В этих небольших деревнях мобильность мужской части населения очень низка, однако, несмотря на это, в среднем около 40 % женщин выходят замуж за представителей соседних племен. При этом у консо довольно рано проходят обряды бракосочетания. Уже в 15 лет принято выходить замуж или жениться.
У консо существовала система смены поколений «гада», которая в северном, западном и восточном регионах значительно различалась. Но эти системы, по существу, носили исключительно ритуальный характер и не порождали каких-либо полноценных связей, которые сглаживали бы соперничество между поселениями.

## Торговля и быт
Народ консо на протяжении всей своей долгой истории был изолирован от внешнего мира. Единственным способом их контакта с цивилизацией была торговля солью и ракушками каури. Все ремесленники традиционно работали на индивидуальной основе, поставляя свои товары на рынки. Особенно охотно они принимались за заказы от людей, снабжавших их исходными материалами, такими как железо и хлопок, но при условии, что сама работа также будет оплачена. В основном же, закупка всех необходимых материалов производилась ремесленниками самостоятельно.
Так как консо — это земледельцы и скотоводы, скот играет немалую роль в жизни племени. Консо — достаточно воинствующий народ, и за свою землю они готовы биться до победного конца. Более того, вокруг каждой деревни обязательно присутствует высокий забор, который защитил бы племя от диких животных и недругов.
Отличительной особенностью этого народа являются их дома с характерной конической крышей, сливающейся с горным ландшафтом.

## Органы самоуправления
Главный орган управления — совет старейшин, которому подчиняются все соседские общины-кварталы.

## Религия
Большая часть консо — это последователи традиционных верований, но также есть и христиане. В каждом из трёх регионов обычно был священнослужитель, который в случае войны выступал в роли посредника и примирителя между поселениями. Помимо этого, он периодически совершал различные обряды и ритуалы. Однако, его авторитет был довольно сомнительным, и было ясно, что все его усилия часто ни к чему не приводили. Поэтому лучшее, что он мог сделать для враждующих сторон, это, найти предлог к их взаимному отступлению.